# Rory Fallon
Rory Fallon (ur. 20 marca 1982 r. w Gisborne w Nowej Zelandii) – nowozelandzki piłkarz, reprezentant kraju grający na pozycji napastnika.

## Kariera piłkarska
Urodzony w Gisborne, Fallon rozpoczął swoją karierę w Barnsley, stając się profesjonalistą w 1999. Sezon 2001/02 spędził na wypożyczeniu w Shrewsbury Town.
Fallon został kupiony za nieujawnioną opłatą przez Swindon Town w listopadzie 2003. Po wejściu do zespołu strzelił szereg ważnych bramek w sezonie 2003/04; w tym przeciwko Bristol City.
Sezon 2004/05 rozpoczął na ławce rezerwowych, co przyczyniło się do wypożyczenia do Yeovil Town. Strzelił gola w swoim debiucie przeciwko Scunthorpe United. Podpisał w styczniu 2006 kontrakt z drużyną League One Swansea City. Kwota transferu wyniosła 300 tysięcy funtów. Nastąpił produktywny rok dla napastnika, który zdobył 13 bramek we wszystkich rozgrywkach w 48 występach. To wywołało zainteresowanie ze strony Plymouth Argyle, które 19 stycznia 2007 kupiło Fallona za 300 000 funtów. W drużynie tej rozegrał 149 spotkań ligowych, w których strzelił 22 bramki. 
W sierpniu 2011 Fallon podpisał miesięczny kontrakt z Yeovil Town. We wrześniu 2011 podpisał dwuletni kontrakt z zespołem z Scottish Premier League Aberdeen. W 2013 Fallon dołączył do St. Johnstone na zasadzie wolnego transferu. W dniu 31 stycznia 2014 Fallon opuścił St. Johnstone za porozumieniem stron. Sezon 2013/14 Fallon dokończył w Crawley Town.
W kolejnych latach występował w klubach z niższych lig angielskich takich jak Scunthorpe United, Bristol Rovers, Truro City czy Torquay United. Karierę zakończył w 2017 po rozegraniu jednego meczu w barwach Dorchester Town.
| Sezon   | Klub              | Kraj    | Rozgrywki               | Mecze | Bramki |
| ------- | ----------------- | ------- | ----------------------- | ----- | ------ |
| 2000/01 | Barnsley          | Anglia  | Division One            | 1     | 0      |
| 2001/02 | Barnsley          | Anglia  | Division One            | 9     | 0      |
| 2001/02 | Shrewsbury Town   | Anglia  | Division Three          | 11    | 0      |
| 2002/03 | Barnsley          | Anglia  | Division Two            | 26    | 7      |
| 2003/04 | Barnsley          | Anglia  | Division Two            | 16    | 4      |
| 2003/04 | Swindon Town      | Anglia  | Division Two            | 31    | 3      |
| 2004/05 | Swindon Town      | Anglia  | League One              | 19    | 6      |
| 2004/05 | Yeovil Town       | Anglia  | League Two              | 6     | 1      |
| 2005/06 | Swindon Town      | Anglia  | League One              | 25    | 12     |
| 2005/06 | Swansea City      | Walia   | League One              | 17    | 4      |
| 2006/07 | Swansea City      | Walia   | League One              | 24    | 8      |
| 2006/07 | Plymouth Argyle   | Anglia  | Championship            | 15    | 1      |
| 2007/08 | Plymouth Argyle   | Anglia  | Championship            | 29    | 7      |
| 2008/09 | Plymouth Argyle   | Anglia  | Championship            | 44    | 5      |
| 2009/10 | Plymouth Argyle   | Anglia  | Championship            | 33    | 5      |
| 2010/11 | Ipswich Town      | Anglia  | Championship            | 6     | 1      |
| 2010/11 | Plymouth Argyle   | Anglia  | League One              | 28    | 4      |
| 2011/12 | Yeovil Town       | Anglia  | League One              | 5     | 0      |
| 2011/12 | Aberdeen          | Szkocja | Scottish Premier League | 22    | 2      |
| 2012/13 | Aberdeen          | Szkocja | Scottish Premier League | 15    | 1      |
| 2013/14 | St. Johnstone     | Szkocja | Scottish Premiership    | 8     | 1      |
| 2013/14 | Crawley Town      | Anglia  | League One              | 8     | 0      |
| 2014/15 | Scunthorpe United | Anglia  | League One              | 4     | 3      |
| 2015/16 | Bristol Rovers    | Anglia  | League Two              | 3     | 0      |
| 2016/17 | Truro City        | Anglia  | Conference South        | 12    | 0      |
| 2017/18 | Torquay United    | Anglia  | National League         | 5     | 0      |
| 2017/18 | Dorchester Town   | Anglia  | Southern Premier        | 1     | 0      |

## Kariera reprezentacyjna
Fallon w reprezentacji zadebiutował 9 września 2009 w wygranym 3:1 meczu z Jordanią. W meczu tym Fallon strzelił swoją pierwszą bramkę dla All Whites. 14 listopada 2009 strzelił decydującą o awansie do Mistrzostw Świata 2010 bramkę przeciwko reprezentacji Bahrajnu. 
10 maja 2010 został powołany przez trenera Rickiego Herberta na Mundial 2010 w RPA. Podczas turnieju zagrał w trzech spotkaniach grupowych ze Słowacją, Włochami i Paragwajem. Podczas Pucharu Narodów Oceanii 2012 zagrał w trzech spotkaniach.
Po raz ostatni w drużynie narodowej zagrał 8 października 2016 w przegranym 1:2 meczu z Meksykiem. Łącznie Fallon w latach 2009–2016 wystąpił w 24 spotkaniach drużyny narodowej Nowej Zelandii, w których strzelił 6 bramek.
| Mecze i gole w reprezentacji | Mecze i gole w reprezentacji | Mecze i gole w reprezentacji | Mecze i gole w reprezentacji | Mecze i gole w reprezentacji | Mecze i gole w reprezentacji | Mecze i gole w reprezentacji |
| #                            | Data                         | Miasto                       | Przeciwnik                   | Gol                          | Wynik                        | Rozgrywki                    |
| ---------------------------- | ---------------------------- | ---------------------------- | ---------------------------- | ---------------------------- | ---------------------------- | ---------------------------- |
| 1.                           | 09.09.2009                   | Amman                        | Jordania                     | Gol                          | 3:1                          | towarzyski                   |
| 2.                           | 10.10.2009                   | Ar-Rifa                      | Bahrajn                      |                              | 0:0                          | El. MŚ 2010                  |
| 3.                           | 14.11.2009                   | Wellington                   | Bahrajn                      | Gol                          | 1:0                          | El. MŚ 2010                  |
| 4.                           | 03.03.2010                   | Pasadena                     | Meksyk                       |                              | 0:2                          | towarzyski                   |
| 5.                           | 24.05.2010                   | Melbourne                    | Australia                    |                              | 1:2                          | towarzyski                   |
| 6.                           | 29.05.2010                   | Klagenfurt                   | Serbia                       |                              | 1:0                          | towarzyski                   |
| 7.                           | 04.06.2010                   | Maribor                      | Słowenia                     | Gol                          | 1:3                          | towarzyski                   |
| 8.                           | 15.06.2010                   | Rustenburg                   | Słowacja                     |                              | 1:1                          | MŚ 2010                      |
| 9.                           | 20.06.2010                   | Nelspruit                    | Włochy                       |                              | 1:1                          | MŚ 2010                      |
| 10.                          | 24.06.2010                   | Polokwane                    | Paragwaj                     |                              | 0:0                          | MŚ 2010                      |
| 11.                          | 12.10.2010                   | Wellington                   | Paragwaj                     |                              | 0:2                          | towarzyski                   |
| 12.                          | 02.06.2012                   | Honiara                      | Fidżi                        |                              | 1:0                          | Puchar Narodów Oceanii 2012  |
| 13.                          | 06.06.2012                   | Honiara                      | Wyspy Salomona               | Gol                          | 1:1                          | Puchar Narodów Oceanii 2012  |
| 14.                          | 08.06.2012                   | Honiara                      | Nowa Kaledonia               |                              | 0:2                          | Puchar Narodów Oceanii 2012  |
| 15.                          | 15.10.2013                   | Port of Spain                | Trynidad i Tobago            |                              | 0:0                          | towarzyski                   |
| 16.                          | 13.11.2013                   | Meksyk                       | Meksyk                       |                              | 1:5                          | El. MŚ 2014                  |
| 17.                          | 19.11.2013                   | Wellington                   | Meksyk                       | Gol                          | 2:4                          | El. MŚ 2014                  |
| 18.                          | 05.03.2014                   | Tokio                        | Japonia                      |                              | 2:4                          | towarzyski                   |
| 19.                          | 28.05.2016                   | Port Moresby                 | Fidżi                        | Gol                          | 3:1                          | El. MŚ 2018                  |
| 20.                          | 31.05.2016                   | Port Moresby                 | Vanuatu                      | Gol                          | 5:0                          | El. MŚ 2018                  |
| 21.                          | 04.06.2016                   | Port Moresby                 | Wyspy Salomona               |                              | 1:0                          | El. MŚ 2018                  |
| 22.                          | 08.06.2016                   | Port Moresby                 | Nowa Kaledonia               |                              | 1:0                          | Puchar Narodów Oceanii 2016  |
| 23.                          | 11.06.2016                   | Port Moresby                 | Papua-Nowa Gwinea            |                              | 0:0                          | Puchar Narodów Oceanii 2016  |
| 24.                          | 08.10.2016                   | Nashville                    | Meksyk                       |                              | 1:2                          | towarzyski                   |

## Sukcesy
Yeovil Town
- Mistrzostwo League Two (1): 2004/05